# 松根図書
松根 図書（まつね ずしょ、文政3年12月7日（1821年1月10日） - 明治27年（1894年）3月4日）は、江戸時代末期の宇和島藩家老。伊達宗城、伊達宗徳に仕える。松根家は、足利氏の一門斯波氏の傍流最上氏の庶家である。号は三楽。俳人の松根東洋城、電力界のフィクサーと呼ばれた松根宗一は孫にあたる。また、外孫に伊達順之助がいる。

## 親族
- 長男：松根權六
- 長女：松根萬喜子（娘婿、伊達宗淳）
- 次女：松根セツ（子の長男に渡干城）
- 孫
  - 渡干城、妻浅田徳則四女みつ
  - 狩野宗三（東京府士族、資産家）、妻浅田徳則次女勝
  - 大木良輔（実業家）宗三の兄。妻、笠井庄兵衞三女よし

## 来歴
- 1820年（文政3年） 宇和島堀端通に生まれる。
- 1851年（嘉永4年） 家督を継ぐ。
- 1855年（安政2年） 家老になる。
- 1868年（明治元年） 引退
- 1894年（明治27年） 没
- 1919年（大正8年） 正五位を追贈された[1]。

## 人物・功績
- 財政、民政を担当、野村用水路の修築、岩松川の改修、海産物、紙、茶の貿易など殖産興業を進めた。
- 高野長英を匿う。
- 英国公使ハリー・パークスが乗船した英国艦来航を受け入れる。

## 史跡・その他
- 現在の市立宇和島病院は松根図書の邸宅址（石碑あり・松根東洋城揮毫）
- 松根の生首
宇和島市立伊達博物館所蔵の松根家の旗印「松根の生首」には次のような伝説がある。豪勇で知られた先祖松根新八郞が諸国を修行中、侍の幽霊から頼まれ、仇討ちの助力をしてやった。その礼にと数日後、幽霊が血の滴る生首を置いて消えた。松根家ではこれを邸内の竹薮に懇ろに葬った。以来、生首を家の旗印（畳一畳半の大きさ）として、兜の前立ての飾りにもした。この生首は後年、金剛山大隆寺に移され、松根首塚として供養が続けられている。